# بنتلی مارک پنج

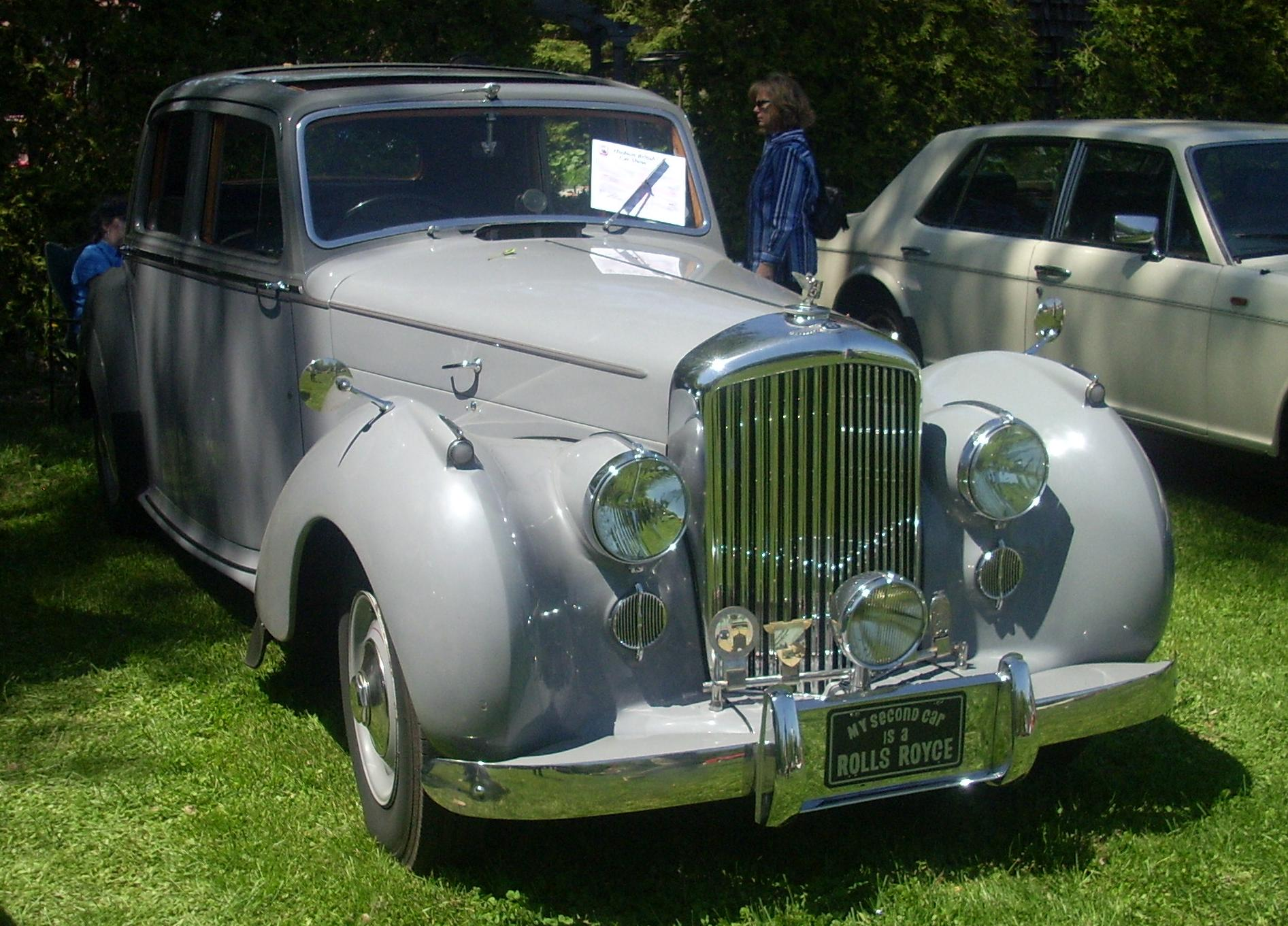

بنتلی مارک شش(به انگلیسی: Bentley Mark VI) خودرویی است که در سال‌های ۱۹۴۶ تا ۱۹۵۲ به تعداد ۵۲۰۸ دستگاه توسط شرکت بنتلی موتورز در انگلستان تولید شده‌است.
طراحی این خودرو موتور جلو-محور عقب بوده وزن آن در حالت طبیعی ۲٬۳۵۲ پوند (۱٬۰۶۷ کیلوگرم) است.

## نگارخانه

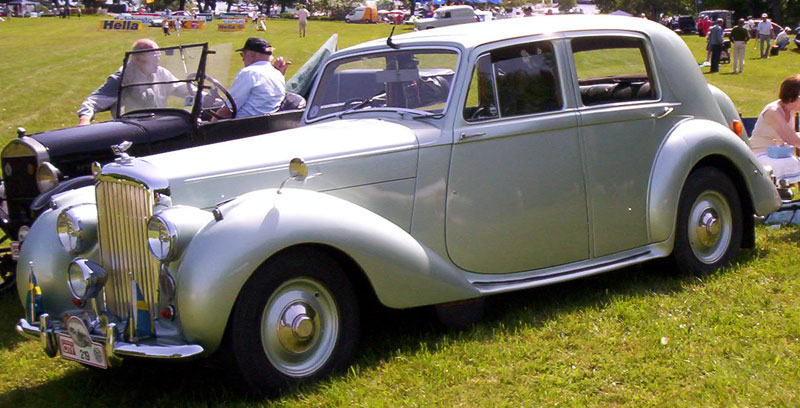
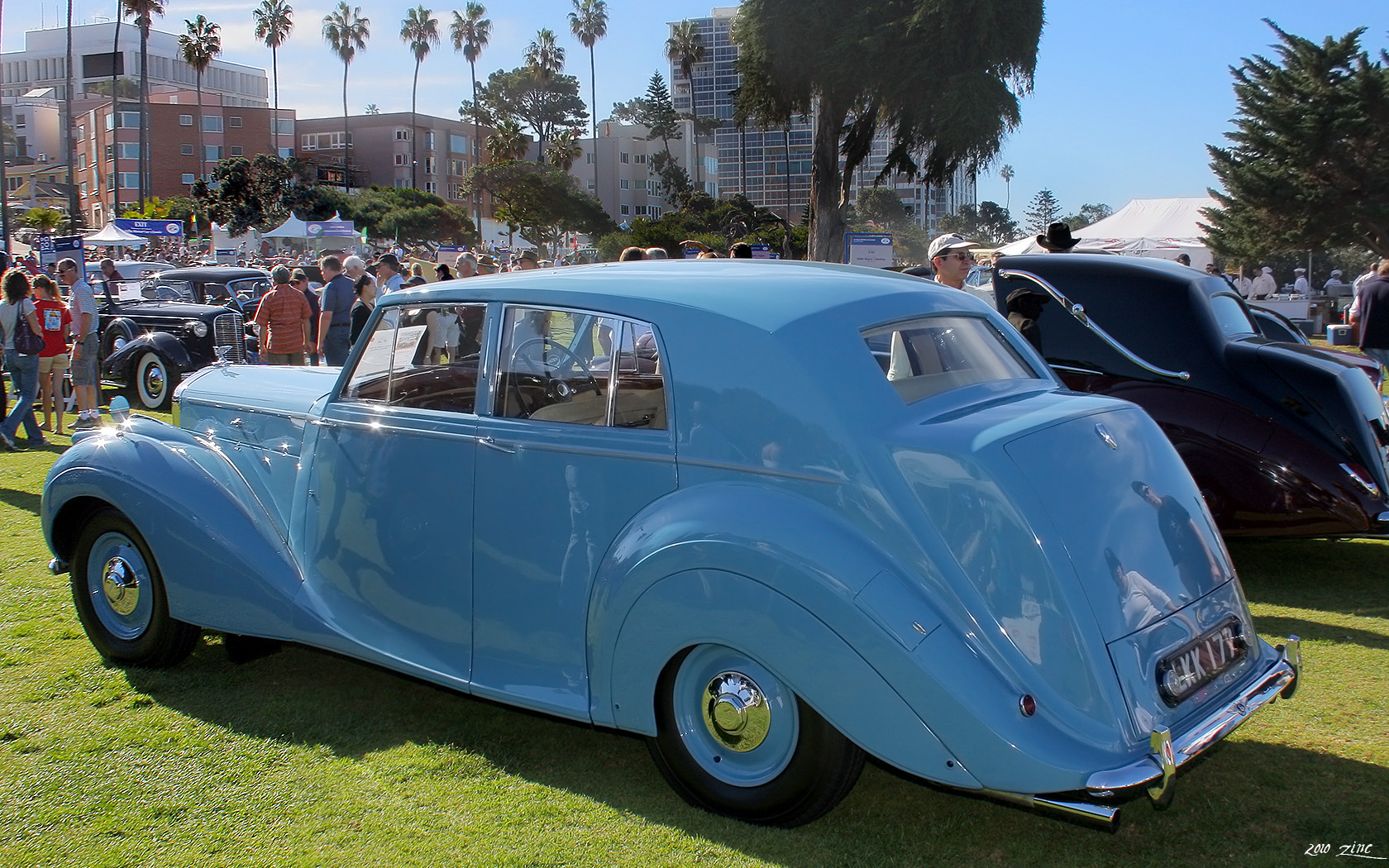
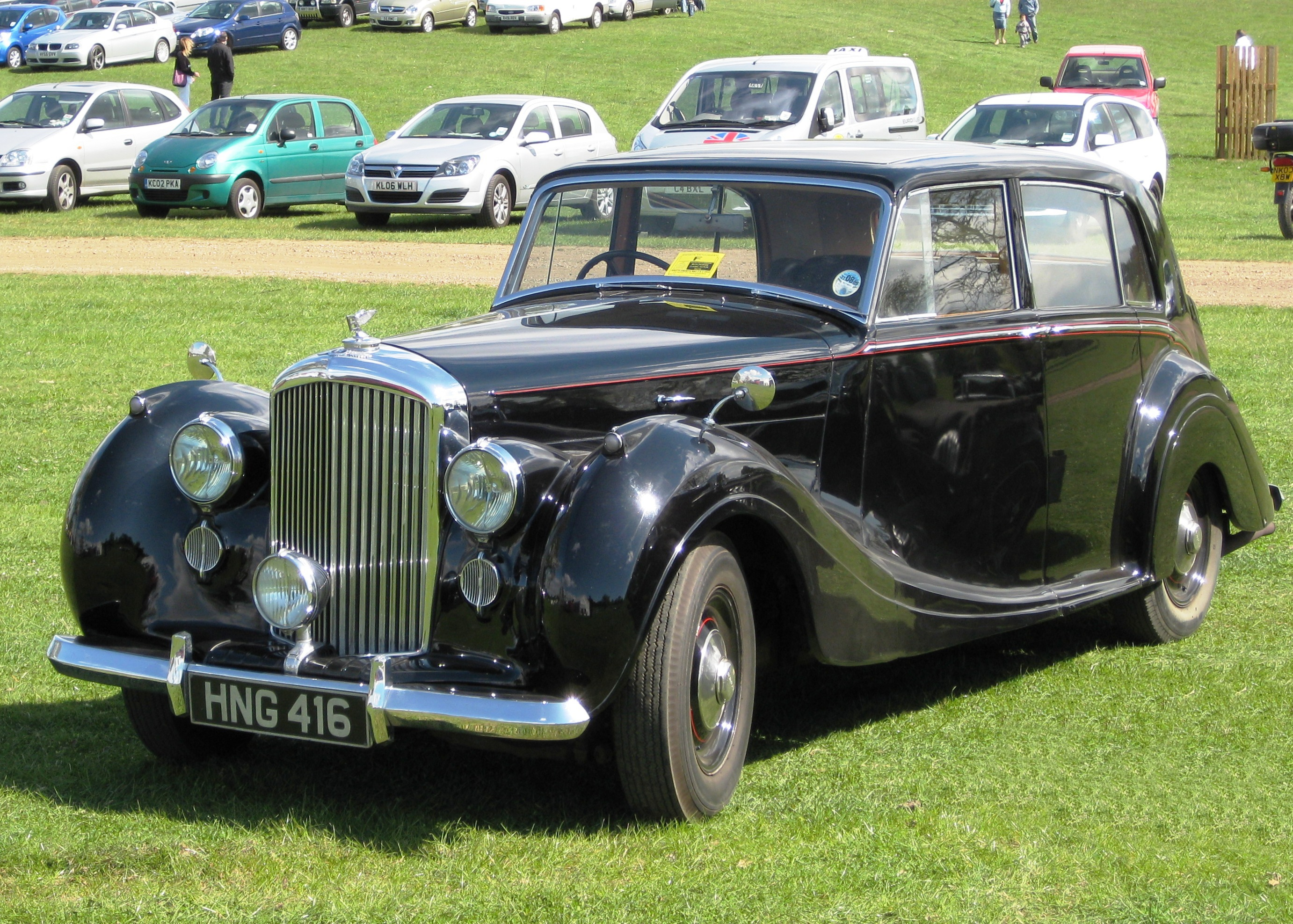
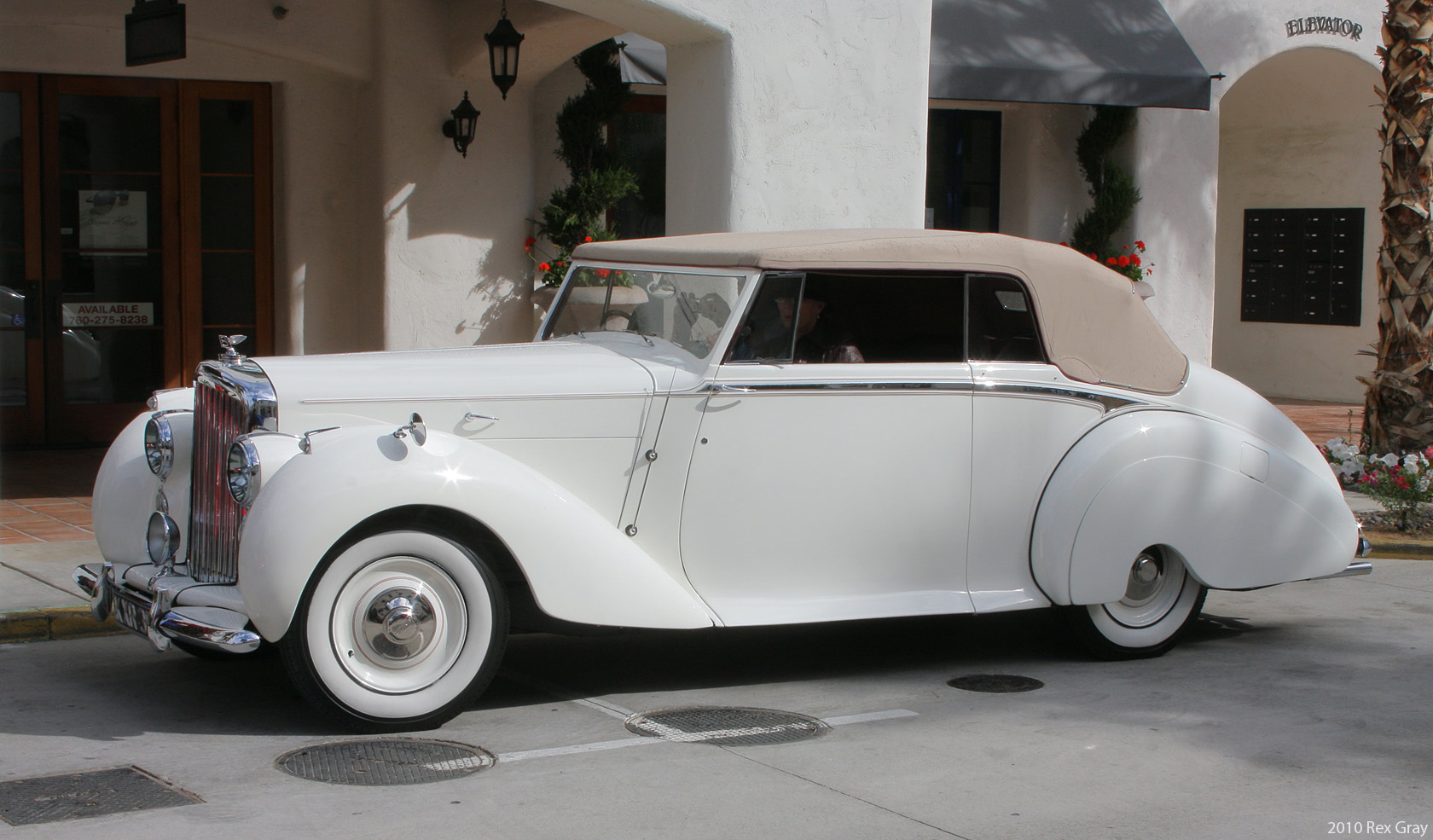
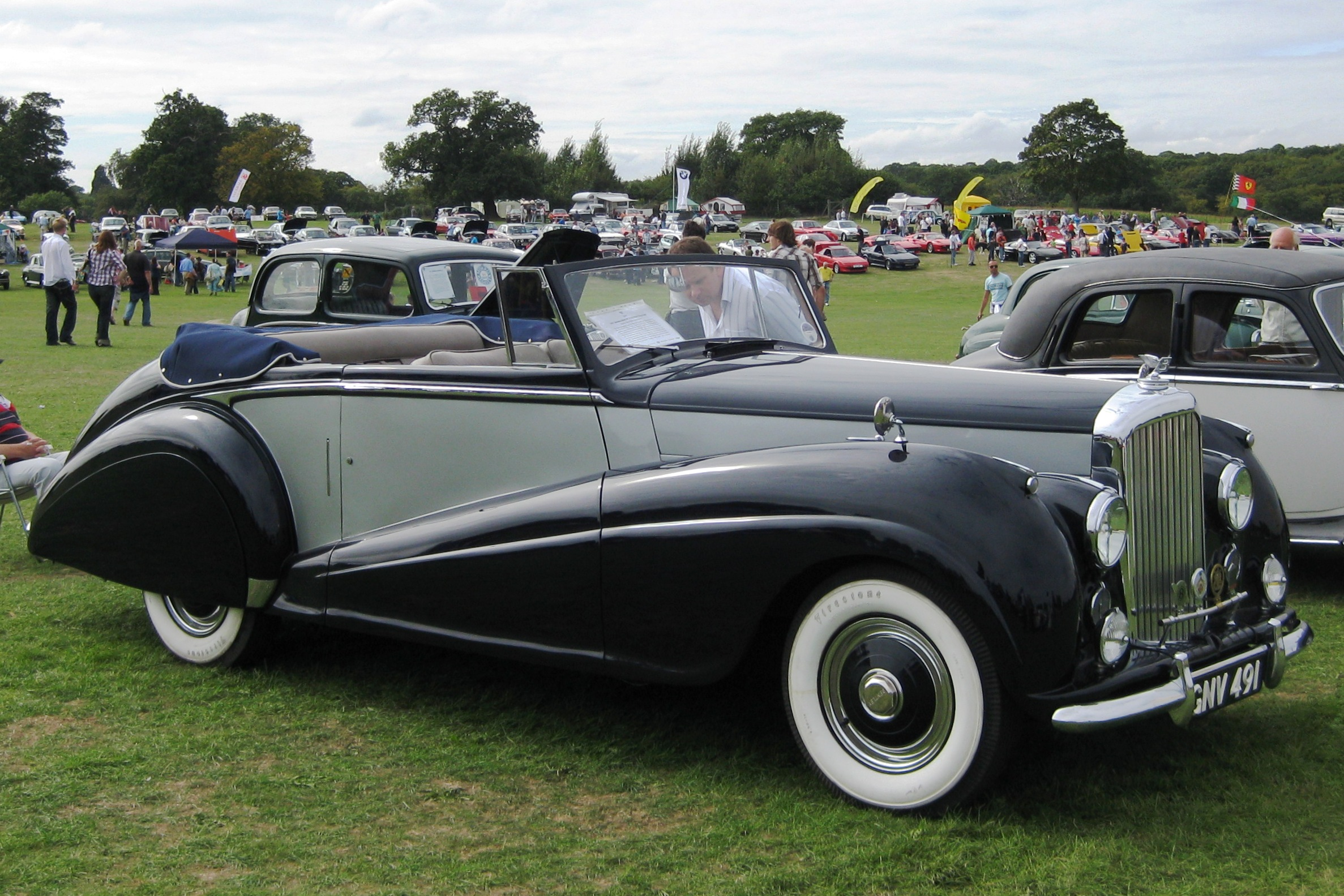
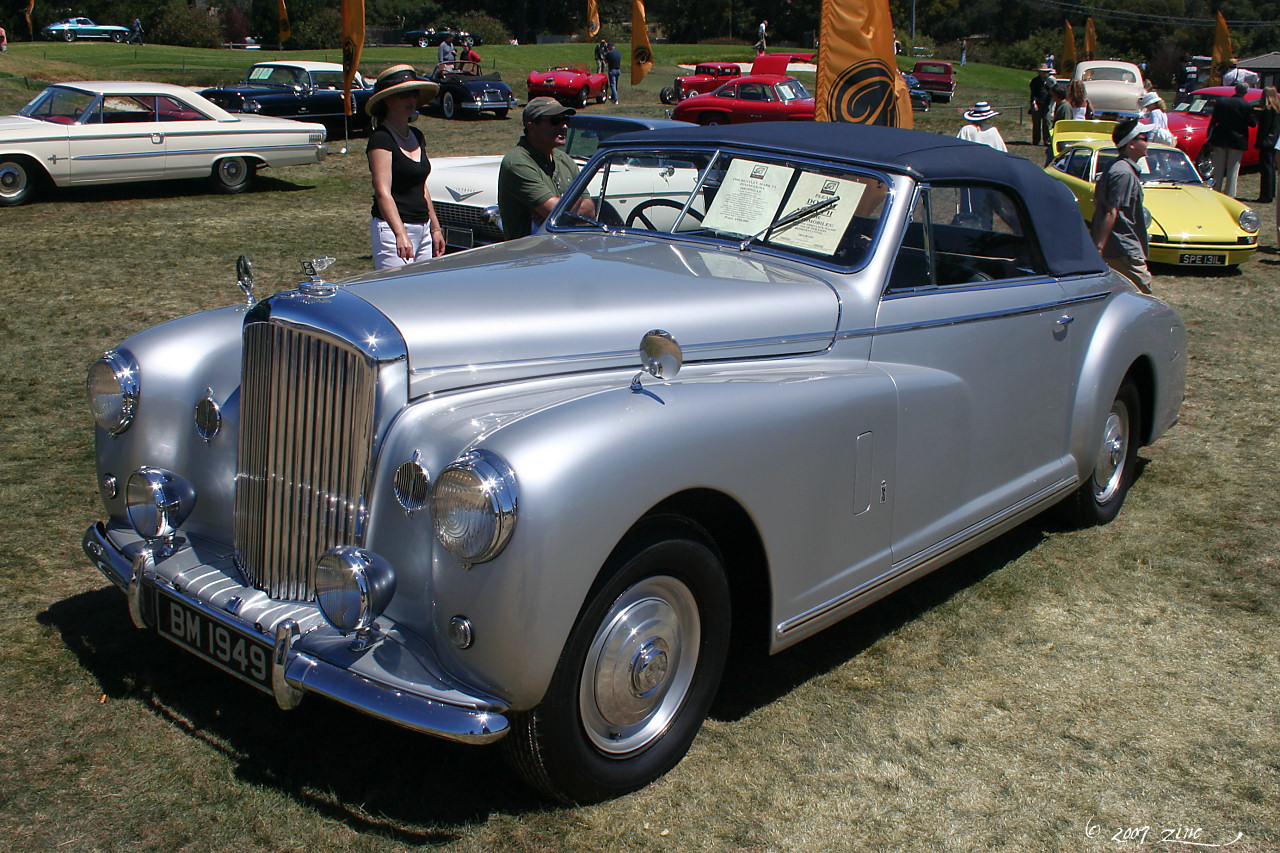
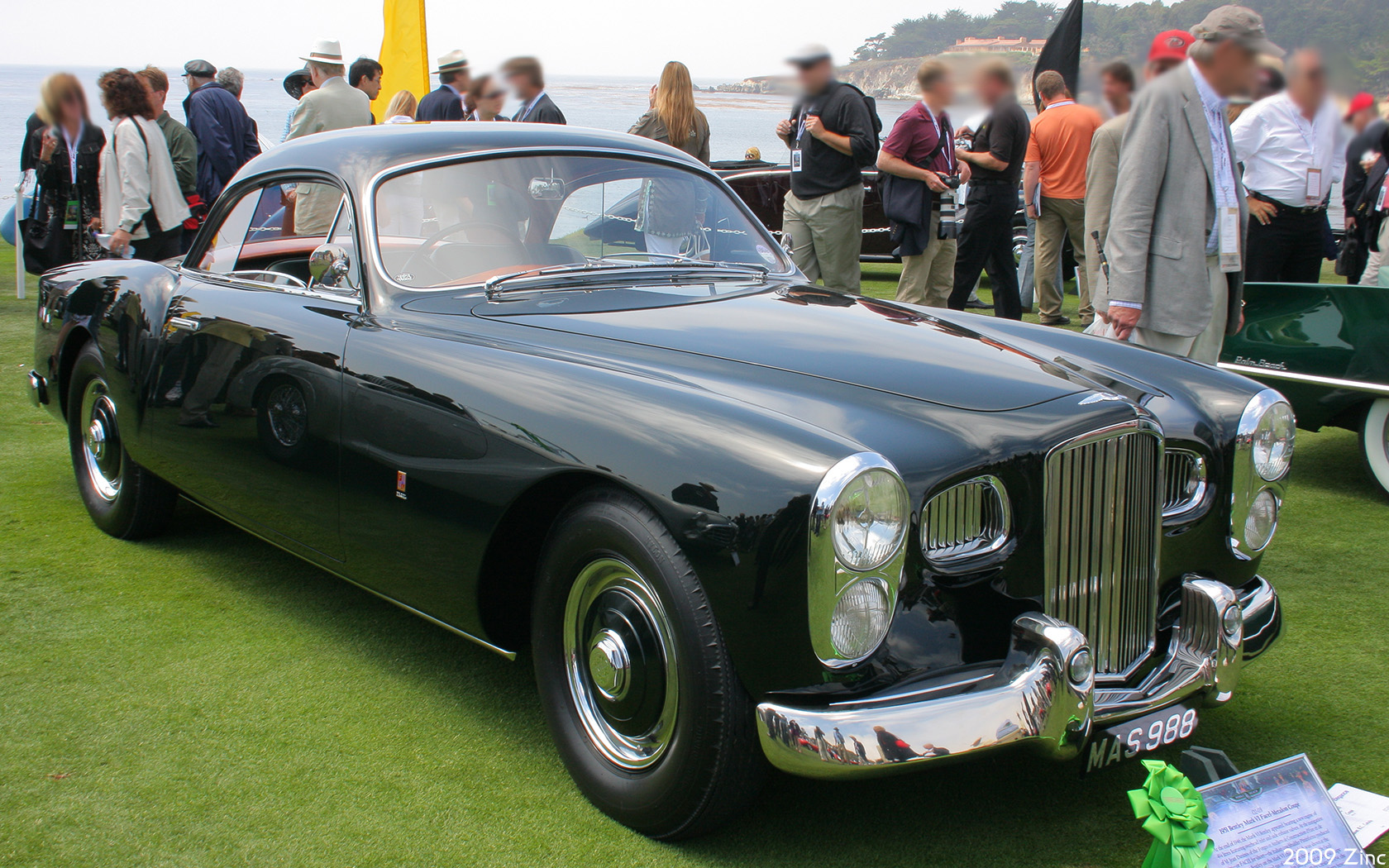
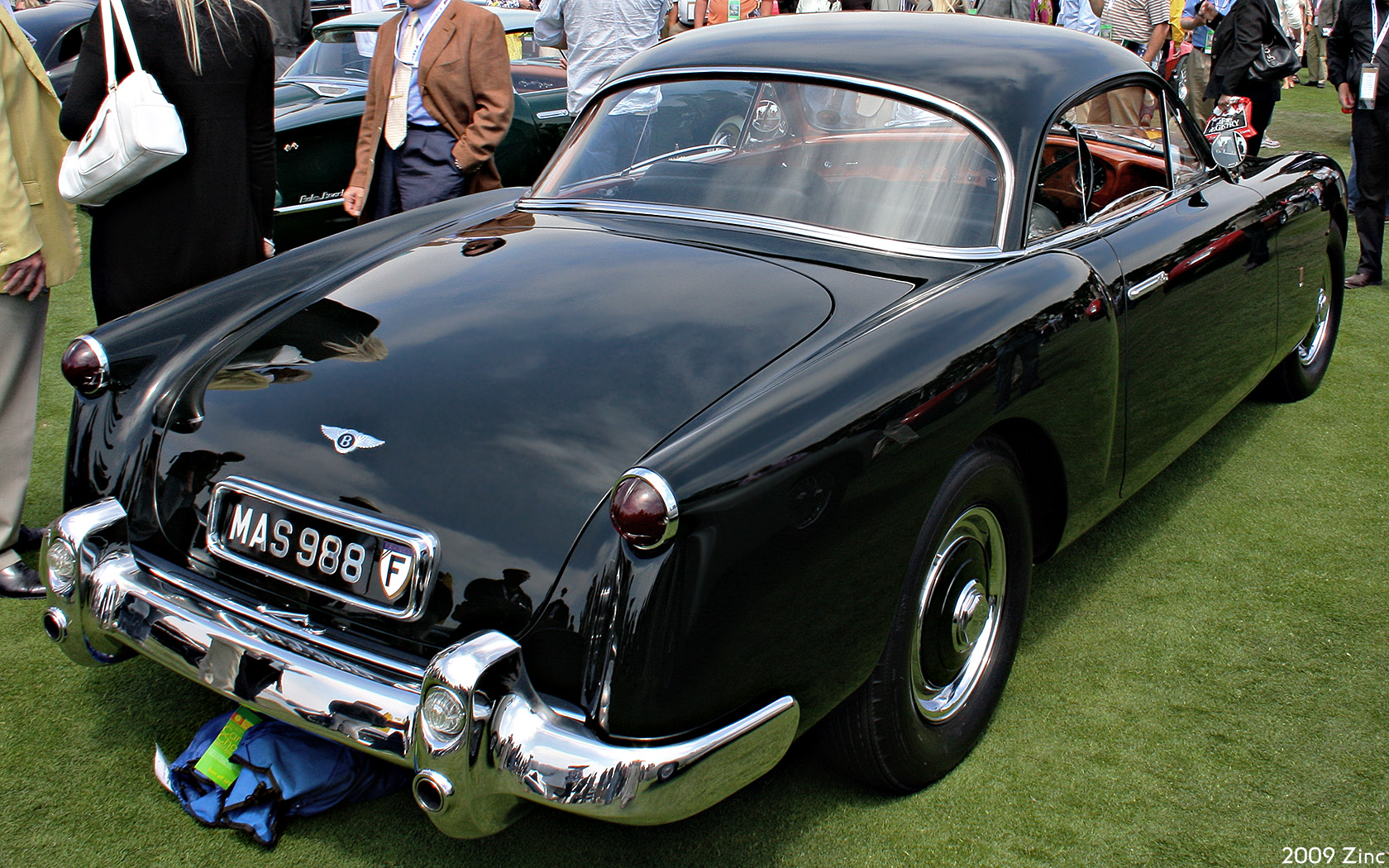
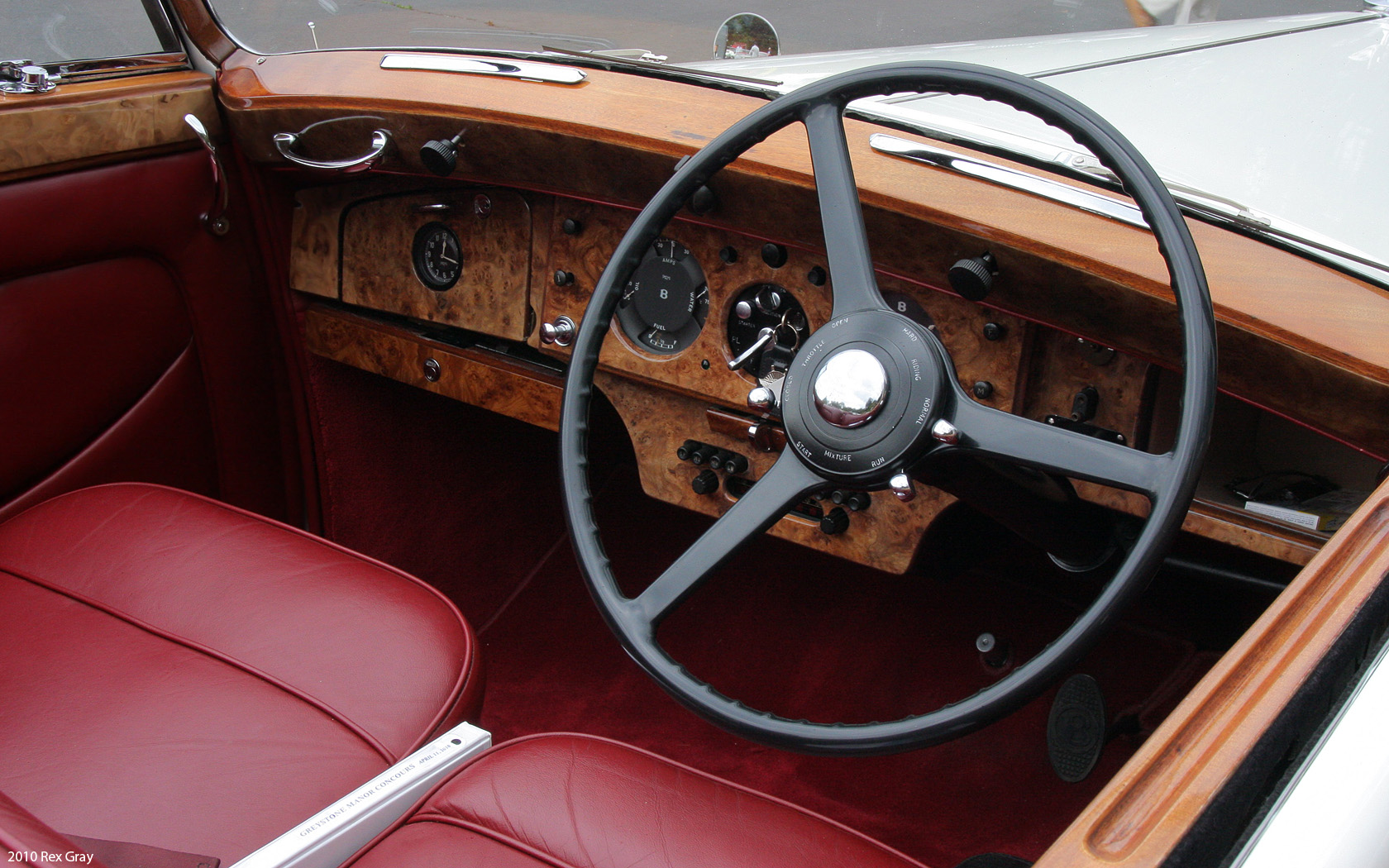
نمای داخل